# Arqueologia d'Elam
L'arqueologia d'Elam és una ciència encara poc desenvolupada que estudia les troballes al territori de l'antic regne d'aquest nom.
Les excavacions arqueològiques a Elam han tingut com a teatre principal Susa (1897-1978). Altres llocs excavats són Tepe Sialk, Tepe Yahya, Tall-i-Iblis i Xahdad. Les regions orientals (el Kerman) eren part del món cultural elamita en amplis períodes, tot i que la pertinença política no està determinada. A Kerman es detecta una societat nòmada de pastors que era la mateixa economia de l'Elam només que aquesta part tenia el comerç i l'intercanvi amb Mesopotàmia (des del quart mil·lenni) com a valor afegit.
El primer període va des del 3400 al 2800 aC i és conegut com a període de Baneix. Vegeu Baneix.
El següent període, elamita antic, correspon a les excavacions de Susa IV i V (vers 2600-1900 B.C.E.) i abraça el període històric 280-1600 aC. A Kerman desapareixen els texts administratius i cilindres i ceràmiques a partir d'una data entre el 2900 i el 2800 aC. A Susa passa gairebé el mateix i al mateix temps i apareixen plaques de paret fora de context que suggereixen l'existència d'un temple de tipus mesopotàmic; les ceràmiques que es poden datar (vers 2500 aC) no són de tipus mesopotàmic; les gerres pintades decorades amb ocells, plantes i motius geomètrics o sense res tenen força similituds amb els trobats a la mateixa època a Kurdistan i Kurdistan. A Anxan hi ha un buit a la seqüència vers el 2700 aC en què la ciutat sembla haver estat desocupada entre vers el 2700 i el 2200 aC almenys a escala urbana, quan la ciutat protoelamita fou restaurada a la fase anomenada Kaftari. Contràriament Susa creix i passa d'11 a 46 hectàrees; en el tercer mil·lenni Susa oscil·la entre el domini d'Awan i de Simaixki i el de Mesopotàmia (Ur) i s'observa un increment de la influència mesopotàmica amb els segells i les ceràmiques, i a Susa IVb desapareixen els objectes pintats a un sol color; després del període mesopotàmic la influència acadiana va romandre al segon mil·lenni en copes, tasses, fonts i cubilets i en tota mena de poteria, però sense ser idèntiques a les mesopotàmiques.
A finals del tercer mil·lenni l'establiment de Tepe Mussian a la plana de Deh-Lorah al Khuzestan és un dels pocs que es troben d'aquest període, i l'única ciutat de certa importància (14 hectàrees). A Luristan s'han trobat algunes tombes enterrades datades entre 2600 i 2400 aC; a aquestes tombes es van trobar armes de bronze o coure, pots de ceràmica (similars als de Susa IVa i als de Godin III6-5; sobre el 2400 aC aquestes tombes foren cobertes per cistes de pedra agrupades en cementiris aïllats dels establiments. Mes al nord es troben restes d'establiments a Gowdin (Godin Tepe), Gereyran (Girairan) i Gian (Tepe Giyan) que indiquen un creixement de la zona de Luristan. La ceràmica pintada és coneguda per Godin III i està datada a la meitat del tercer mil·lenni i va seguir en ús al Luristan fins a la segona meitat del segon mil·lenni, quan fou substituïda pels objectes del període Ferro I.
A la segona meitat del tercer mil·lenni també apareixen establiments de certa importància al sud-est d'Anxan: Xahdad (a l'oest del Daixt-e-Lut i Xahr-i Sokhta al riu Helmand, a la vora de l'Afganistan, són els llocs principals). La manca de publicació de les excavacions no permet encara assegurar res definitiu sobre aquests establiments Xahdad, l'establiment principal a la meitat del tercer mil·lenni, ha estat identificat per Piotr Steinkeller (1982 i 1990) com Marhaixi, i per François Vallat (1993) amb Simaixki.
A Tepe Yahya al nivell IVb (2600 a 2300 aC) es van trobar gerres de clor decorades en estil antic, enviades des Tepe Yahya i altres llocs cap a Mesopotàmia on s'utilitzaven als temples. També s'han trobat objecte de coure d'Oman a Mesopotàmia, el que testimonia l'existència d'una corrent comercial pel golf Pèrsic. Tepe Yahya va arribar al seu màxim nivell en aquesta època dins de la influència de la cultura de Xahdad.
A partir del 2000 aC Susa es va fer més gran i va arribar a una superfície de 85 hectàrees i noves ciutats i llogarets van aparèixer per tota la plana de Susiana i les valls properes dedicats a l'agricultura. També va créixer Anxan i la zona del riu Kur. Susa fou una capital política i econòmica. A aquesta època corresponen les excavacions de la vila reial A i B de Susa. Els morts eren enterrats en compartiments de rajola segurament de tipus familiar, sota la casa o al terra del pati, i el costum va subsistir fins a la meitat del primer mil·lenni. Apareixen noves formes de ceràmica amb decoració pintada i objectes pintats de gris equivalents al període Kaftari d'Anxan. Les relacions entre Anxan i la plana estan documentades. A Anxan hi havia una escola d'escrivents i molts documents es van redactar en acadià i elamita, però no s'han trobat tauletes escrites en elamita del segon mil·lenni a Anxan tot i que podrien aparèixer.
Al nord, a Luristan i Kurdistan, el període Godin III4-3 mostra que continuava estant habitat
Al període mitjà (vers 1600-1350 aC) la manca de publicació de les excavacions de Susa a la vila reial A, i la manca de documentació alternativa deixen un espai incert. Les restes de Susa AXII-XI inclou un gran edifici central associat al culte, i algunes columnes agregades a les parets distingeixen la construcció de les de tipus mesopotàmic. Les troballes principals del període són a Kabnak (Haft Tepe) a la plana, a uns 25 km de Susa, amb un temple funerari, tombes, restes de capelles, i edificis annexos. A una estela s'ha trobat una inscripció del rei Tepti-ahar datada al segle xvi aC. Les ceràmiques característiques del període es troben a diversos llocs, les més modernes a Al-Untaix Napiriixa (també anomenada Dur-Untaix); els cilindres s'assemblen força als trobats a Nuzi, al nord de Mesopotàmia, datats als segles XV i XIV.
El període elamita mitjà II i III (vers 1350-1000 aC) confirmen que Elam dominava la Luristan, Fars (fins al golf Pèrsic) i la Susiana i havia entrat a Mesopotàmia pel hinterland de la plana de Susiana. Els documents utilitzen l'elamita. L'arquitectura és característica. El treball dels metalls està testimoniat a les principals ciutats del Khuzestan. La vida de pastors seminòmades, i de petits comerciants o de bandits havia donat pas a la concentració en ciutats més grans sobretot a la plana de Susiana i al riu Kur on s'establia la població i es dedicava a la pagesia. L'excavació major del període és Al-Untaix Napiriixa amb un complex religiós, i temples associats on probablement eren adorades les majors deïtats del país conjuntament. La ciutat no fou poblada intensivament. L'edifici reial de la ciutat tenia tres gran cossos d'edificis rodejats per sales i magatzems; els palaus II i III serien del temps d'Untaix-Napirixa i el palau I era la zona funerària. Untaix Nipiriixa fou un actiu constructor i restaurador de temples però en aquest aspecte els majors foren els sutrúquides (vers 1200-1100 aC); algun temples restaurats o construïts per ells han estat excavats prop de Susa. Al sud-est es troben els trofeus de guerra: el codi d'Hammurabi, l'estela de Naramsim i altres, que foren portats a Elam pels reis, després de les seves victòries.
Altres excavacions del període s'han fet a Liyan (Buixehr) i Tulaspid (prop de Fahlan (90 km al nord-oest d'Anxan). Les excavacions demostren un estret contacte entre Susa i Anxan mentre el contacte era molt lleu amb la resta del país. A Anxan, a la punta més alta de la ciutat, s'ha trobat una construcció d'uns mil metres quadrats, una espècie de palau datat del temps de Hutelutuix-Inixuixinak (vers 1120 aC), el darrer rei de la dinastia sutrúquida, probablement un complex reial administratiu i per les seves estades a la ciutat. S'han trobat també ceràmiques del període a Susa, Tepe Guran (Luristan) i Anxan i fora de Fars a al Khuzestan oriental (regió de Ramhormuz); 160 segells s'han trobat a Al-Untaix Napiriixa, imitant l'estil del cilindres cassites; també cal esmentar treballs en bronze (a Susa) i figuretes a Surkh Dum; figuretes de terracota han aparegut a alguns lloc especialment Susa i Gaft Tepe. Algunes troballes religioses acrediten la presència elamita a les muntanyes d'Iran a la segona meitat del segon mil·lenni i a la primera part del primer mil·lenni.
Després del 1000 aC les troballes elamites perden importància i es redueixen. Hi ha indicis de què es van produir algunes epidèmies de fam i això va tenir efectes greus en l'economia familiar dels pagesos i grangers elamites. Per la mateixa època la zona d'Anxan fou poblada per iranians, inicialment segurament com a servidors dels elamites, però que finalment van esdevenir majoria i es van apoderar de la ciutat i de la regió. Segurament es va produir una emigració elamita cap a la plana. Susa es va recuperar al segle viii aC però al mateix temps apareixen dos centres importants: Madaktu i Hidali o Khidali, que tenen un paper central. Les excavacions a Susa (amb 8 nivells entre la segona meitat del segon mil·lenni i la primera meitat del primer mil·lenni. Els nivells Susa-9 i Susa-8 són datats al període neo-elamita vers 1000 al 725 aC, i els Susa-6 i Susa-7 al període 725-520 aC. Encara que les troballes són discretes s'observa una continuïtat amb els objectes del període anterior, apareixen característiques pròpies a la ceràmica i als segells i cilindres; d'aquest període és un temple del temps de Sutruk Nakhunte (vers 716-688 aC) i algunes tombes i figuretes. Les ofrenes funeràries demostren una recuperació de la prosperitat. El Khuzestan oriental va incrementar la seva importància al primer mil·lenni, i allí s'ha excavat Tell Ghazir a la plana de Ramhormuz a uns 150 km al sud-oest de Susiana i menys de 50 de la moderna Ahwaz, que està rodejada per les muntanyes Bakhtiar; les troballes mostren un creixement de la població; al nord, a uns 80 km, les excavacions no han mostrat materials elamites, i pel contrari una inscripció indica que la regió era part d'un estat anomenat Aapir.
A Fars, prop d'Arjan a 10 km al nord de Behbahan i 100 km al sud-oest de Ghazir, s'ha trobat una tomba important que demostra la importància del Khuzestan oriental dins l'Elam, datada entre el 800 i el 650 aC. També s'han trobat materials neoelamites a Luristan a Surkh Dum, nivell IIB del temps de Sutruk Nakhunte II (vers 716-699 aC), el que confirma que va dominar les muntanyes al nord-oest de Susiana, però els medes van rebutjar finalment als elamites fins a les muntanyes Bakhtiar al segle vi aC.
Sota els aquemènides la tradició elamita va seguir viva en segells, llengua, religió, i en la ceràmica, poteria, metal·lúrgia i cilindres fins almenys vers el 520 aC quan finalment Darios I el Gran es va traslladar a Susa i va fer reconstruir tota la ciutat, i després ja només van restar elements simbòlics de la tradició elamita